# Корроборация
Корробора́ция (от англ. corroboration — «подкрепление», «подтверждение») — это подкрепление теории различными научными фактами, свидетельствами и экспериментами. Корроборированной считается та теория, которая была подтверждена многими эмпирическими методами. Если на основе выдвинутой теории был поставлен эксперимент и был поставлен успешно, значит теория считается «подкреплённой». Однако корроборированность теории никак не влияет на шанс её опровержения, то есть фальсификации. Иными словами, даже если теория была подтверждена многими методами, то даже один эксперимент в состоянии эту теорию опровергнуть

## История
Понятие «корроборации» в философии науки было введено Карлом Поппером, австрийским и британским философом и социологом. В «Логике научного исследования» Поппер обращается к проблеме демаркации, где как раз предлагает решение с помощью корроборации фальсифицируемости и верификации теории. Принцип верификации был не новым для того времени, ведь ещё логические позитивисты пользовались этим принципом для формирования научных теорий и довольно успешно. По сути, они эмпирически подтверждали с помощью индуктивных методов новую теорию. А когда та обрастала новыми фактами, которые подтверждали теорию, то увеличивалась вероятность истинности этой теории. Поппер же обращал внимания на то, что какой бы ни была хороша теория, один факт, опровергающий теорию ставил на ней крест. Таким образом, по сравнению с верификацией опровержение больше ценилось, так как не допускало появление псевдонаучных теорий, которые были множество раз подтверждены, но в состоянии быть опровергнутыми пару фактами. К таким теориям можно отнести гороскоп, нумерологию и др. И чтобы подчеркнуть эту особенность Поппер и вводит понятие корроборации. Из-за похожести корроборации и верификации может сложиться впечатление, что эти термины тождественны. Обе стремятся подкрепить теорию различными фактами и экспериментами, при этом не обращая внимания на возможность опровержения. Однако главное отличие корроборации от верификации состоит в том, что корроборация не ведёт ни ка какому выводу истинности теории или её предсказательной силе. То есть это просто подкрепление теории, без выводов о том, что раз множество экспериментов подтвердило теорию, значит она истинна.

Но даже опровергнутые теории есть смысл подтверждать, так как они не верны сами по себе полностью и просто требуются в доработке. 
«Since corroboration, in some cases at least, provides the basis for deciding which theory (with its predictive content) is to be used for the purpose of making practical predictions, it seems to me that corroboration, even if it is lacking in predictive content, does have enormous predictive import. Perhaps this point can be put more clearly in the following way. Statements assessing the corroboration of theories have no predictive content, as Popper, Watkins, and others maintain. The directive—to choose more highly’corroborated theories in preference to theorie^that are less well corroborated for purposes of practical prediction—has considerable predictive import».
Однако научная теория, даже самая абсурдная может быть подтверждена хотя бы одним наблюдением, но из этого не следует её истинность. Соответственно, научная теория подвергается настоящей проверке тогда, когда учёный заранее указывает наблюдаемые условия, при которых эта самая теория может быть опровергнута. И чем лучше указаны все условия, при которых теория может быть опровергнута, тем эта теория рискованее. Но если она выдержала все проверки, тогда эта теория считается, как говорил Поппер «хорошо корроборированной». Другими словами корроборированная теория — эта не та, которая просто подтверждается многими фактами, а та, которая подтверждается путём отсутствия опровергаемых её фактов. В 19 веке философия науки стремилась дать множество принципов хорошей теории — простота, последовательность, практическая ценность и др. Поппер же стремился все принципы объединить и свести главному требованию — фальсифицируемости. Также легче опровергнуть ту теорию, которая стремится покрыть бо́льшее количество сфер науки. В таком плане большая вероятность, что узконаправленную и простую теорию тяжело будет опровергнуть.

Поппер утверждал, что простота теории может также включаться в степень опровержимости. Иными словами, чем проще теория, тем более пригодна она для подтверждения или опровержения.
«I regarded (and I still regard) the degree of corroboration of a theory merely as a critical report on the quality of past performance: it could not be used to predict future performance.»

## Степени корроборации
Поппер в своих трудах упоминал о «степенях корроборации» — это своеобразная шкала для сравнения различных теорий. Парадоксально, но он сам фактически отрицал возможность объективной оценки степени фальсификации теории. Проблема состоит в том, что стоящие в этой шкале в один ряд теории могут иметь совершенно разные направления, а значит — быть несопоставимыми. А если они ещё состоят в различных системах теорий, тогда, при опровержимости одной из них, вся система теорий может рухнуть. По сути, любая теория может быть в таком случае опровергнута. Следовательно, возникает вопрос: «Являются ли вообще все наши знания о мире истинными, если все эти знания мы получили эмпирическими методами — опытом?». Поппер отвечает, что не существует никакого полностью истинного знания, которое человек получил на основе личного опыта. В таком случае мы можем лишь допускать её истинность или же говорить о вероятности истинности.
«Our corroboration statements have no predictive import, although they motivate and justify our preference for some theory over another»
Как уже утверждалось выше, не любая теория, которая была опровергнута, опровергнута полностью. Обычно она отправляется на «доработку», а в таком случае, уже последующие теории, прошедшие проверку могут оказаться неопровержимыми.

## Критика
Главный тезис, который критикует корроборацию Поппера строится на том, что корроборируемость теории никак не ведёт к её истинности, а, следовательно не даёт нам никакой информации. Иными словами, какой смысл укреплять скелет какой-либо теории, если его основа может в любой момент разрушиться. Также, возвращаясь к аргументу от «простоты теории», многие учёные считали его сомнительным, так как объективных критериев «простой» теории никто дать не может, а само понятие простоты варьируется от исторического контекста. То, что для нас сейчас простое (например, механика в физике), то для предшественников было непросто. Что касается «чем проще теория — тем она лучше для опровержения и подтверждения», то современные теории в квантовой физике не выглядят простыми, хотя они и мало опровержимы. Таким образом, любые попытки определить, какая теория является простой, а какая нет, не имели успеха до сих пор.
Истина редко бывает полной и никогда — простой.

## Список литературы

### Работы Карла Поппера
- Логика научного исследования (Logik der Forschung, в рус. переводе «Логика и рост научного знания»), — 1934
- Открытое общество и его враги (The Open Society and Its Enemies), т. 1, — 1945, Вена
- Нищета историцизма (The Poverty of Historicism), — 1957
- Предположения и опровержения: рост научного знания (Conjectures and Refutations: The Growth of Scientific Knowledge), — 1963
- Открытое общество и его враги (The Open Society and Its Enemies), т. 2, — 1965
- Объективное знание: эволюционный подход (Objective Knowledge: An Evolutionary Approach.), — 1972
  - второе издание (исправленное и дополненное с которого сделан русский перевод), — 1979
- Постскриптум к «Логике научного открытия» (Postscript to the Logic of Scientific Discovery), т. 1 — 3, — 1982
- Неоконченный поиск: интеллектуальная автобиография (Unended Quest: An Intellectual Autobiography), — 1992
- Реализм и цель науки. — В кн.: Современная философия науки: знание, рациональность, ценности в трудах мыслителей Запада. Хрестоматия. — М., Логос, 1996. — 2-е изд. — 400 с. — Тираж 6000 экз. — ISBN 5-88439-061-0. — с. 92-105.